# Дрибинський район
Дрибинський район — адміністративна одиниця Білорусі, Могильовська область.

## Відомі особистості
У районі народився:
- Казаков Михайло Абрамович (1938—2000) — радянський письменник.